# Monica Tedestam Berglöw
Monica Helen Tedestam Berglöw, född Tedestam 27 mars 1962 i Malmbergets församling, Norrbottens län, är en svensk politiker (sverigedemokrat), som var riksdagsledamot (tjänstgörande ersättare för Margareta Larsson) 5 februari – 10 mars 2015 för Stockholms läns valkrets.
I riksdagen var hon extra suppleant i socialutskottet.
Hon är mamma till William Hahne.